# Ritratto di Ortensia Leoni Cordini in veste di santa Dorotea
Ritratto di Ortensia Leoni Cordini in veste di santa Dorotea è un dipinto della pittrice italiana Elisabetta Sirani, realizzato nel 1660.

## Storia
Il ritratto venne commissionato dal fiorentino Francesco Cordini, marito della nobildonna bolognese Ortensia Leoni.
Appartenne a una collezione privata in Svezia dagli '20. Il 29 novembre 2022 è stato venduto all'asta dalla Bruun Rasmussen per 800.000 corone danesi.

## Descrizione
In questo ritratto vediamo un esempio del virtuosismo della pittrice.
Attraverso tratti sicuri e campiture ampie, al soggetto viene conferito un senso di eleganza, a cui gli effetti di luminosità e l'impiego sofisticato di una variegata tavolozza contribuiscono. La donna mantiene nella mano destra un cesto floreale, attributo di santa Dorotea, contenente delle mele. La firma dell'artista è leggibile sul colletto della modella: "ELISA.TA SIRANI F. MDCLX".
In un'altra versione del ritratto la donna indossa una collana e una tiara, risale al 1661 ed è stata donata da Marc B. Rojtman e sua moglie al Chazen Museum of Art con numero di inventario 60.5.2.